# Spheniscus megaramphus
Spheniscus megaramphus är en utdöd fågel i familjen pingviner inom ordningen pingvinfåglar. Den beskrevs 2003 utifrån fossila lämningar från sen miocen funna i Peru.